# NGC 331
NGC 331 é uma galáxia espiral (Sa) localizada na direcção da constelação de Cetus. Possui uma declinação de -02° 43' 52" e uma ascensão recta de 0 horas, 47 minutos e 06,7 segundos.
A galáxia NGC 331 foi descoberta em 1886 por Frank Leavenworth.